# Nglegok (Ngargoyoso)
Nglegok is een bestuurslaag in het regentschap Karanganyar van de provincie Midden-Java, Indonesië. Nglegok telt 3713 inwoners (volkstelling 2010).